# Compressor axial

Animació d'un compressor axial. Els àleps fixos formen l'estator.

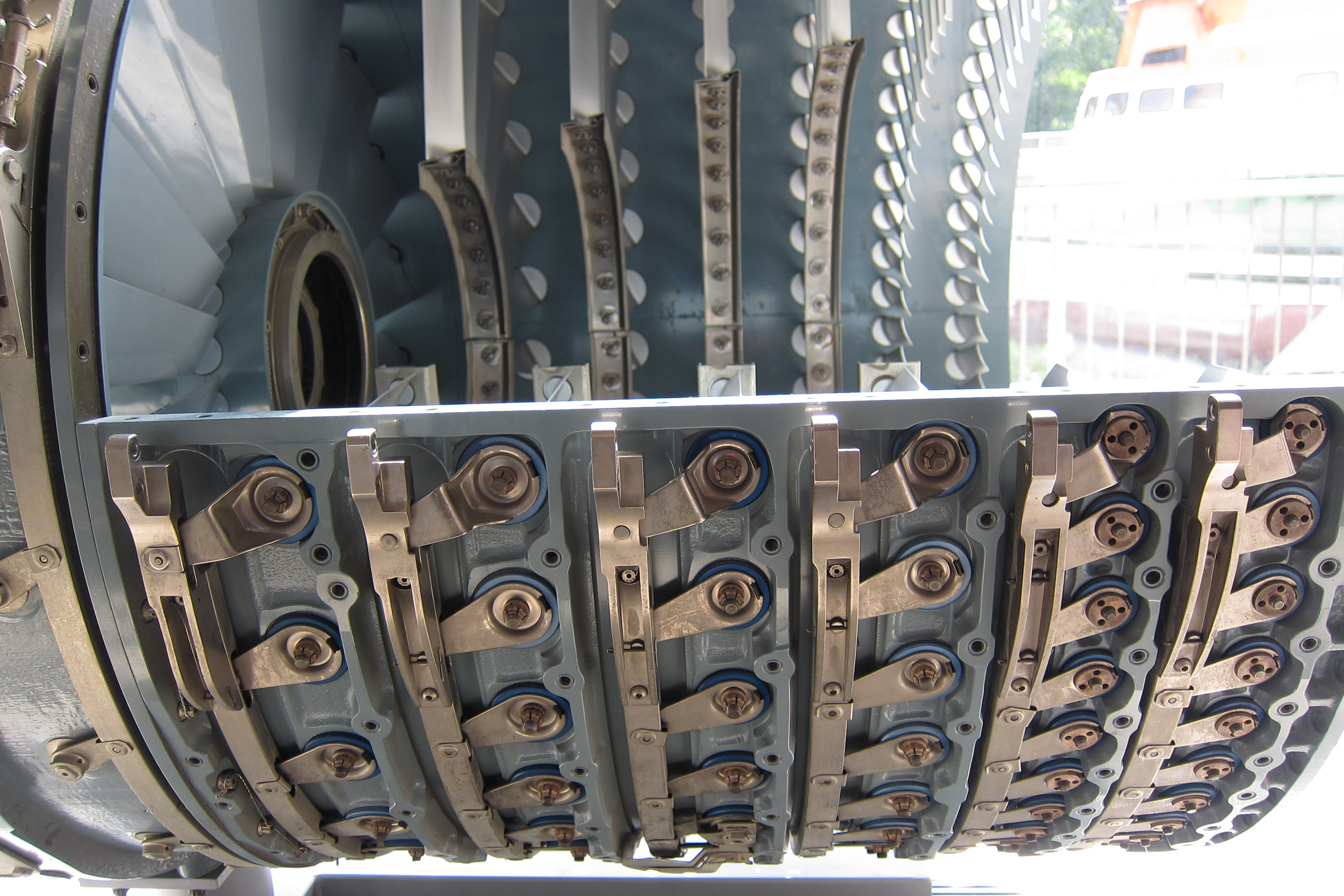

Els  compressors axials , són un tipus especial de turbomaquinària que inclou bombes, ventiladors, o compressors.
El compressor axial va ser utilitzat en alguna de les primeres turbines, però a causa dels pocs coneixements d'aerodinàmica de l'època, donaven com a resultat compressors amb rendiments molt baixos. Avui dia, gràcies al seu alt rendiment i facilitat d'acoblament és el més utilitzat en aviació.
Els compressors axials estan formats per diversos discos anomenats rotors i estators que porten acoblats una sèrie d'àleps. Entre rotor i rotor es col·loca un espaiador, el qual permet que s'introdueixi un estator entre tots dos. Aquests espaiadors poden ser independents o pertànyer al rotor. Cada disc de rotor i estator formen un esglaó de compressor. En el rotor s'accelera el corrent fluida perquè en l'estator es torni a frenar, convertint l'energia cinètica en pressió. Aquest procés es repeteix en cada esglaó. En alguns compressors es col·loquen en el càrter d'entrada uns àleps guia, els quals no formen part del compressor, perquè només orienten el corrent perquè entri amb l'angle adequat.

## Estructura
Rotor:
- Rotor de tambor
- Rotor de disc

Estator:
- Estator de peça única
- Estator de dues peces
- Anells independents